# Wanda Jackson
Wanda Jackson (ur. 20 października 1937 w Maud w stanie Oklahoma) – amerykańska piosenkarka.
Zaczynała od stylu rockabilly, z czasem zaczęła odnosić sukcesy w muzyce country i gospel.
Nagrywała w wytwórniach Decca, Capitol, Word Records, Myrrh Records i innych.
Przeboje: „I Gotta Know”, „Fujiyama Mama”, „Honey Bop”, „Hot Dog That Made Him Mad”, „Let's Have a Party”, „Right or Wrong” (własna kompozycja), „In the Middle of a Heartache”, „A Little Bitty Tear”.
W 2009 Wanda Jackson została wprowadzona do Rock and Roll Hall of Fame.

## Wybrana dyskografia
- Wanda Jackson (1958)
- Rockin' with Wanda (1960)
- Right or Wrong (1961)
- Love Me Forever (1963)
- Closer to Jesus (1969)
- Country (1970)
- Praise the Lord (1972)
- Now I Have Everything (1974)